# Cassia marksiana
Cassia marksiana là một loài thực vật có hoa trong họ Đậu. Loài này được (Bailey) Domin miêu tả khoa học đầu tiên.